# Gnaphosa synthetica
Gnaphosa synthetica är en spindelart som beskrevs av Chamberlin 1924. Gnaphosa synthetica ingår i släktet Gnaphosa och familjen plattbuksspindlar. Inga underarter finns listade i Catalogue of Life.